# 章玫
章玫，宋朝政治人物。
章玫曾于1103年接替杨子方任华亭县知县一职，1107年由杨光弼接任。